# 滑鐵盧 (印第安納州約翰遜縣)
滑鐵盧（英語：Waterloo）是位於美國印第安納州約翰遜縣的一個非建制地區。該地的面積和人口皆未知。